# Filago gallica
Logfia gallica (syn. Filago gallica) — вид квіткових рослин родини айстрові (Asteraceae).

## Опис
Стебла до 33 см, прямостоячі або висхідні, прості або розгалужені у верхній частині. Вид має відносно довге, жорстке, шиловиде листя, 2–28 x 0,2–2.5 (-3) мм. Квіти 1,6–2,8 мм, білувато-жовті. Сім'янки 0.4–0.7 х 0.2–0.3 мм, коричнево-оливкові. Цвітіння і плодоношення з квітня по липень.

## Поширення
Батьківщина: Північна Африка: Алжир, Лівія, Марокко, Туніс. Західна Азія:  Кіпр, Ізраїль, Йорданія, Ліван, Сирія, Туреччина. Кавказ: Грузія. Європа: Албанія, Бельгія, Люксембург, Боснія і Герцеговина, Болгарія, Чорногорія, Хорватія, Франція, Німеччина, Греція, Швейцарія, Іспанія, Гібралтар, Італія, Португалія, Мальта, Сербія [вкл. Косово і Воєводина]. Натуралізований: Велика Британія.

## Галерея

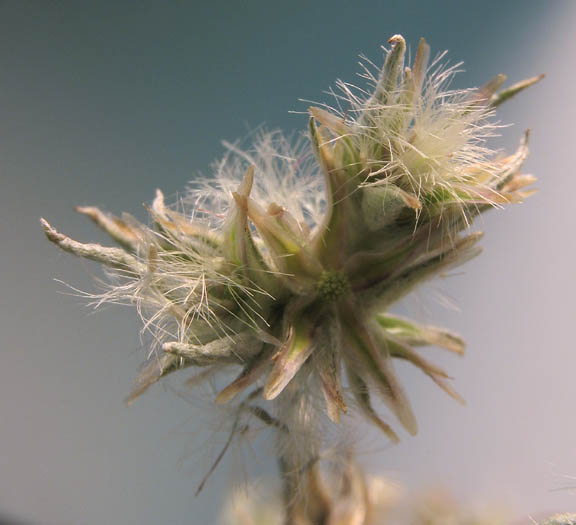
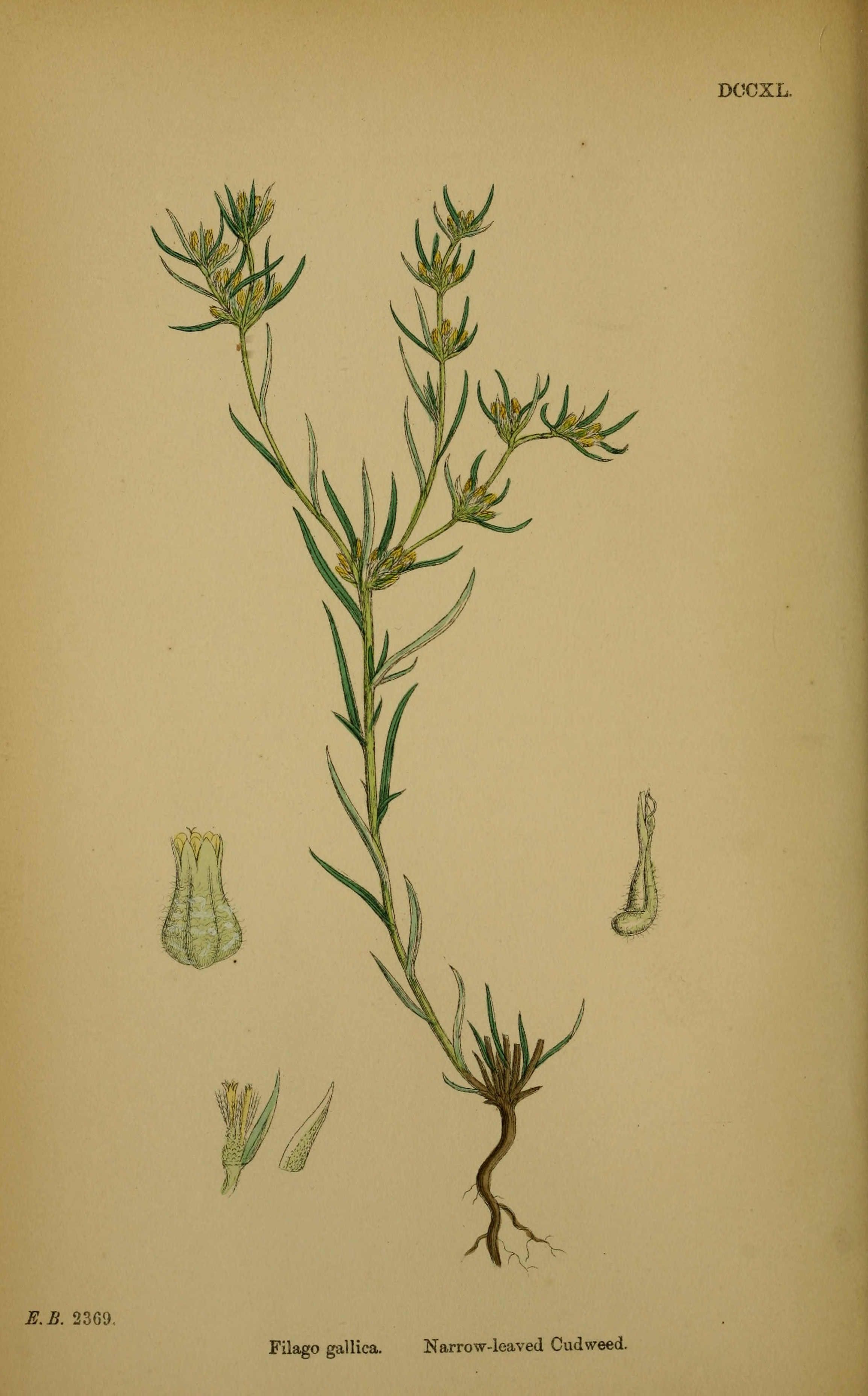

|  | Це незавершена стаття про айстрові. Ви можете допомогти проєкту, виправивши або дописавши її. |